# Yidnekachew Shimangus
Yidnekachew Shimangus (Etiopía, 12 de febrero de 1978) es un exfutbolista de Eritrea que jugaba en la posición de delantero centro.

## Carrera

### Club
Jugó toda su carrera con el Adulis Club de 1998 a 2014, con el que fue campeón nacional en dos ocasiones.

### Selección nacional
Debutó con Eritrea el 4 de octubre de 1998 en una derrota por 1-3 ante Mozambique en Maputo. Jugó en 22 ocasiones con la selección nacional y anotó cinco goles hasta su retiro internacional en 2007.

## Palmarés
- Primera División de Eritrea (2): 2004, 2006